# Pseudopsacothea
Pseudopsacothea är ett släkte av skalbaggar. Pseudopsacothea ingår i familjen långhorningar.
Kladogram enligt Catalogue of Life:
| Pseudopsacothea | \| \| Pseudopsacothea albonotata \| \| \| \| \| \| Pseudopsacothea modiglianii \| \| \| \| |
|                 | \| \| Pseudopsacothea albonotata \| \| \| \| \| \| Pseudopsacothea modiglianii \| \| \| \| |
|                 | Pseudopsacothea albonotata                                                                 |
|                 |                                                                                            |
|                 | Pseudopsacothea modiglianii                                                                |
|                 |                                                                                            |